# Xylotrupes inarmatus
Xylotrupes inarmatus är en skalbaggsart som beskrevs av Sternberg 1906. Xylotrupes inarmatus ingår i släktet Xylotrupes och familjen Dynastidae. Inga underarter finns listade i Catalogue of Life.